# Scalable Product Architecture
Scalable Product Architecture, förkortat SPA, är en bilplattform utvecklad av Volvo Personvagnar.
Arbetet med den nya plattformen startade strax efter att Volvo Personvagnar köpts upp av kinesiska Zhejiang Geely Holding Group och pågick parallellt med utvecklingen av VEA-motorn. Den första modellen byggd på den nya plattformen var andra generationen Volvo XC90.

## Modeller byggda på SPA-plattformen
- Volvo XC90 (2015)
- Volvo S90/V90 (2016)
- Volvo XC60 (2018)
- Volvo S60/V60 (2018)
- Polestar 1 (2019)
- Lynk & Co 09 (2021)

## SPA2
Den vidareutvecklade SPA2-plattformen, avsedd för elbilar, debuterade 2023.

### Modeller byggda på SPA2-plattformen
- Polestar 3 (2023)
- Volvo EX90 (2023)
- Volvo ES90 (2025)

## SPA3
Den 3:e generationen av plattformen, bättre anpassad för megagjutning och core computing, ska introduceras med den kommande elbilen Volvo EX60.